# Morti nel 1363
| Questa pagina contiene informazioni ricavate automaticamente dalle voci biografiche con l'ausilio del template Bio e di un bot. L'aggiornamento è periodico e automatico e ricostruisce completamente la pagina. Se manca una persona in questa lista, sei pregato di non aggiungerla, ma accertati piuttosto che la sua voce biografica contenga il template Bio e che i dati anagrafici siano correttamente compilati. Se il template Bio manca, inseriscilo tu stesso o, in alternativa, metti l'avviso {{tmp\|Bio}} che ne segnala la mancanza. Se i dati riportati sono sbagliati, correggi direttamente la voce biografica; le modifiche saranno visibili in questa lista entro pochi giorni. Per chiarimenti vedi il progetto biografie. La lista contiene solo le 34 persone che sono citate nell'enciclopedia e per le quali è stato implementato correttamente il template Bio. Pagina aggiornata al 10 ago 2025. |

- 13 gennaio - Mainardo III di Tirolo-Gorizia, duca tedesco (n. 1344)
- 31 gennaio - Marco IV di Alessandria, vescovo cristiano orientale egiziano
- 14 marzo - Simone Boccanegra, doge (n. 1301)
- 22 aprile - Corrado di Landau, nobile, condottiero e mercenario tedesco
- 3 maggio - Alessandro Vincioli, vescovo italiano
- 10 maggio - Andouin Aubert, cardinale e vescovo cattolico francese
- 19 maggio - Maria di Blois, duchessa (n. 1323)
- 20 giugno - Pietro Farnese, condottiero italiano
- 9 luglio - Giovanna di Valois, nobile francese (n. 1304)
- 16 luglio - Ferdinando d'Aragona, marchese (n. 1329)
- 18 luglio - Costanza d'Aragona, regina (n. 1343)
- 23 agosto - Chen Youliang, generale cinese (n. 1320)
- 29 agosto - Filippo di Navarra, principe e conte (n. 1336)
- 21 ottobre - Ugo Roger, vescovo cattolico, cardinale e abate francese (n. 1293)
- 28 ottobre - Leopoldo di Bebenburg, religioso e giurista tedesco
- 10 dicembre - Elisabetta de Burgh, nobildonna britannica (n. 1332)
- 21 dicembre - Costantino V d'Armenia, sovrano (n. 1313)
- Barbato da Sulmona, funzionario e letterato italiano
- Bianca di Namur, regina (n. 1316)
- Buccio di Ranallo, poeta e scrittore italiano
- Nilo Cabasila, teologo e arcivescovo ortodosso bizantino
- Callisto I di Costantinopoli, monaco cristiano e arcivescovo ortodosso bizantino
- Leone Caloteto, politico bizantino
- Giovanni Comneno Asen, nobile bulgaro
- Filippo Dell'Antella, vescovo cattolico italiano
- Averardo di Chiarissimo de' Medici, politico italiano (n. 1320)
- post - Checco Miletto de Rossi, poeta italiano (n. 1320)
- Francesco Nelli, religioso italiano
- Marco Strozzi, politico italiano
- Angelo Tosetti, politico italiano
- Tughluq Timur
- Matteo Villani, storico e scrittore italiano (n. 1283)
- Jacopo de' Gabrielli da Gubbio, politico italiano (n. 1295)
- Niccolò di ser Sozzo, miniatore e pittore italiano